# Mánfa
Mánfa – wieś i gmina w południowo-zachodniej części Węgier, w pobliżu miasta Komló.
Miejscowość leży na obszarze niewysokiego pasma górskiego Mecsek. Administracyjnie należy do powiatu Komló (jest jedną z 19 jego gmin), wchodzącego w skład komitatu Baranya.
Gmina Mánfa składa się z samej wsi Mánfa i pewnej liczby nienazwanych, wchodzących w jej skład przysiółków oraz pojedynczych domów. Gmina zajmuje powierzchnię 27,7 km², a zamieszkuje ją 875 osób (2009).
Zasadnicza część gminy Mánfa – wieś Mánfa składa się z kilkunastu ulic. W osadzie znajdują się m.in. poczta, kilka sklepów, apteka, kościół i cmentarz. Przez miejscowość przebiega droga nr 66 oraz przepływa niewielka rzeka.